# Тёнсберг Викингс
«Тёнсберг Викингс» — норвежский хоккейный клуб из города Тёнсберг. Основан в 1963 году. С 2012 года выступает в норвежской хоккейной лиге.

## История
Хоккейный клуб «Тёнсберг Викингс» был основан 4 апреля 1963 года. Большую часть своей истории клуб выступал в нижних дивизионах, не поднимаясь выше третьей лиги. В 2002 году клуб ставит задачу к 2006 году пробиться в первый дивизион. На протяжении многих лет клуб был сосредоточен на воспитании молодых хоккеистов, но, поскольку клуб не входил в элиту норвежского хоккея, талантливые хоккеисты уходили из команды по достижении определённого возраста. В сезоне 2002/03 команду «Тёнсберг Викингс» возглавил канадский специалист Дейв Фландерс, заявленный как играющий тренер. В третьем матче сезона клуб одержал первую победу, и сезон начался успешно, однако впоследствии команда уступила несколько важных матчей, в том числе проиграла важную встречу со счётом 5:6 команде «Холмен», в результате чего «Тёнсберг Викингс» финишировал на шестом месте в лиге с 14 очками. Фландерс ушёл в отставку; его преемником на посту главного тренера стал Ларс Оддвард Фьелдванг, который впоследствии заявил, что команде канадца успешно выступить помешали травмы ведущих игроков клуба. Под руководством Фьелдванга клуб одержал 11 побед в сезоне, тем самым выиграв третий дивизион, и, впервые в истории завоевав путёвку во второй. В межсезонье клуб провел реформу управления, что позволило ему улучшить систему финансирования. Главным тренером был назначен Мортен Сандё,  а позднее возглавил и маркетинговый отдел клуба. Трое опытных игроков пополнили состав клуба, однако травмы не позволили команде играть в полную силу. «Тёнсберг Викингс» пришлось полагаться на своих молодых воспитанников. В итоге клуб занял пятое место в лиге. В период с 2004 по 2008 клуб борется за выживание во второй лиге. Молодые хоккеисты также продолжали покидать пенаты родного клуба. Обеспокоенный неспособностью руководства клуба удержать своих воспитанников, Сандё раскритиковал это самое руководство за неспособность правильно воспитывать молодых хоккеистов. В сезоне 2006/07 Мортен Сандё покинул клуб, передав бразды правления Джимми Свенссону, которому не удалось достичь успехов в руководстве командой. Поэтому в следующем сезоне клуб возглавил Андреас Тофт. Несмотря на молодой возраст (Тофту было 25 лет), он уже успел зарекомендовать себя в управлении хоккейным клубом «Ютул». Ему удалось вернуть нескольких игроков, ушедших ранее их команды. Также был подписан опытный чешский хоккеист Иржи Янтовски. В итоге клуб выиграл второй дивизион с шестнадцатью победами в восемнадцати матчах. В 2012 году клуб выиграл первый норвежский дивизион. Два сезона команда провела в Высшей лиге. Однако в сезоне 2014/15 «Тёнсберг Викингс» из-за финансовых проблем был вынужден вернуться в первый дивизион.